# Шили (зупинний пункт)
Ши́ли — пасажирський залізничний зупинний пункт Тернопільської дирекції Львівської залізниці.
Розташований у селі Шили, Лановецький район Тернопільської області на лінії Тернопіль — Ланівці між станціями Збараж (15 км) та Ланівці (24 км).
Станом на травень 2019 року щодня дві пари дизель-потягів прямують за напрямком Ланівці — Тернопіль-Пасажирський.